# Châu Đốc
Châu Đốc es un poblado y un distrito de la provincia vietnamita de An Giang, limita con Camboya en el delta del río Mekong. En 2003 el distrito tenía una población de 112 155. El distrito ocupa una superficie de 100 km².
El poblado se localiza en el río Bassac (una rama del río Mekong en su recorrido por el territorio vietnamita) y el canal Vinh Te. Châu Đốc está situado a 250 km al oeste de Ciudad Ho Chi Minh, el recorrido toma alrededor de seis horas en bus.

## Historia
Châu Đốc fue por mucho tiempo territorio del Reino de Funan (vietnamita: Vương quốc Phù Nam). Châu Đốc pasó a ser un territorio vietnamita hace casi 300 años. El pueblo se halla ubicado en las proximidades del pintoresco monte de Sam where donde la Dama de la montaña de Sam (vietnamita: Bà Chúa Xứ Núi Sam) es adorada. La ceremonia se lleva a cabo cada abril del calendario lunar.
En 1957 el pueblo fue el sitio de la llamada Masacre de Chau Doc.

## Población
Vietnamitas, champa y Jemer conviven en paz. Las tres principales religiones en esta región son mahāyāna (kinh/vietnamitas, hoa/chinos); theravada (jemer/camboyanos); y Sunismo (cham). La población total asciende a 112 155 con una gran mayoría kinh (vietnamita) seguidos en número por los camboyanos.

## Economía
Châu Đốc es famoso por su variedad de salsas de pescado (nước mắm) y principalmente por el "mắm tai", una variedad de anchoa. La economía local se basa en la pisicultura para exportación del pez gato además del turismo. el pueblo es un congestionado punto comercial debido a su proximidad con Camboya.

## Lugarés de interés
El templo Phước Điền es un monumento histórico reconocido oficialmente como tal de Châu Đốc. El único hotel notable de la región es el hotel victoria, sin contar algunos situados cerca de Nui Sam. 
La montaña Sam en Châu Đốc es un lugar de interés en donde se realiza la adoración a la princesa de la montaña, está ubicado a 7 km del poblado. Su cumbre alcanza los 1000 m s. n. m.

## Pueblos y villas de Châu Đốc
- Ap Dong Hoa
- Ap Ha Bao
- Ap La Ma
- Ap Phuoc Quan
- Ap Phuoc Thanh
- Ap Phuoc Tho
- Ap Tay Hung
- Ap Vinh An
- Ap Vinh Dong
- Ap Vinh Hoi
- Ap Vinh Phu
- Ap Vinh Tay
- Ben Da
- Cay Mit
- Chau Doc
- Chau Phong
- Vinh Te
- Xom Bai Mia